# Vulpes stenognathus
Vulpes stenognathus — вид вимерлих хижих ссавців з родини псових, який жив у міоцені; викопні рештки знайдені у США.